# Panorama (peinture)
Pour les articles homonymes, voir Panorama et Cyclorama.

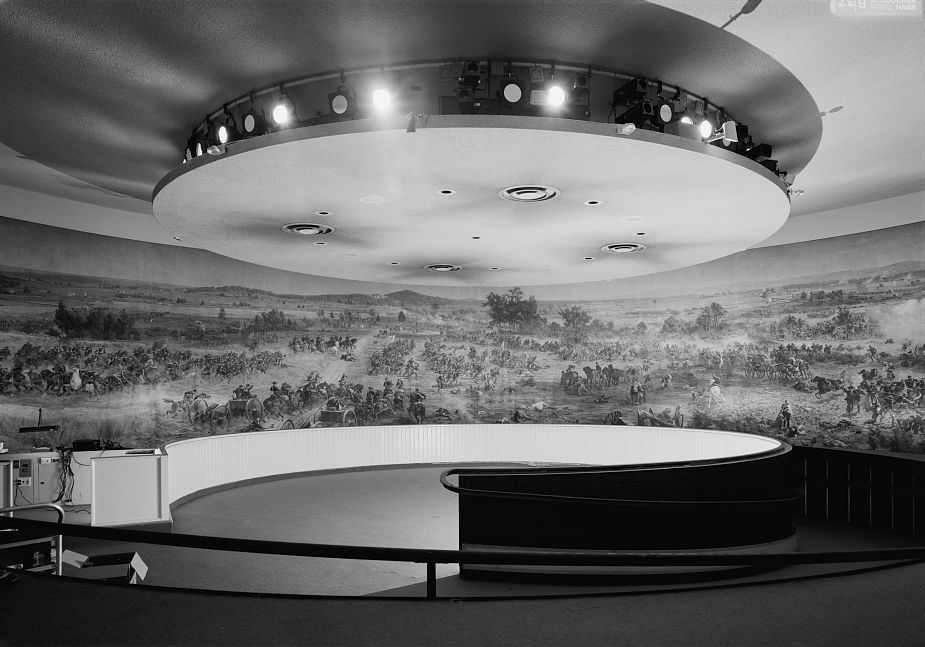
Cyclorama de Gettysburg peint par le peintre français Paul Dominique Philippoteaux.

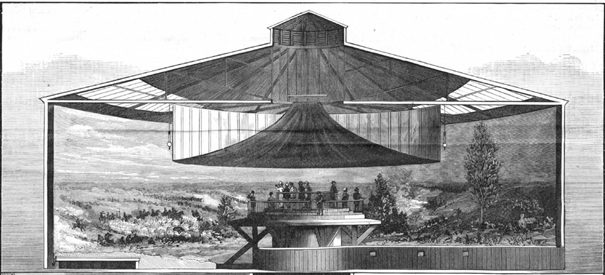
Illustration en vue de coupe de 1886 représentant le cyclorama de Gettysburg.

Un panorama (du grec pan, tout, et horama, spectacle), parfois aussi appelé cyclorama, est une peinture à 360 degrés de grande dimension, dont la production s'étend essentiellement entre la toute fin du XVIIIe  et le début du  XXe siècle, développée sur le mur intérieur d'une rotonde et donnant l'illusion de la réalité par des effets de perspective et de trompe-l'œil. Le bâtiment qui l'abrite a été également appelé panorama ou parfois cyclorama et comprend un dispositif d'immersion (estrade, plancher, système d'éclairage, faux terrain au premier plan, etc.). Par extension, bâtiment et procédé tendent à se confondre.

## Caractéristiques
Les panoramas se présentaient sous la forme suivante : le spectateur était invité à entrer dans la rotonde en empruntant un tunnel plongé dans l'obscurité. Il débouchait alors au milieu d'une peinture circulaire dont il ne pouvait voir ni le haut, caché par un paravent, ni le bas, à cause d'une rambarde qui le maintenait à distance du tableau. La source de lumière était de même masquée par le paravent. La toile, d'au moins 7 mètres de haut et couvrant des murs circulaires de 17 à 50 mètres de diamètre, était exposée le plus souvent lors d'expositions et circulait d'une ville à l'autre, voire d'un pays à l'autre.

## Problématique rencontrée

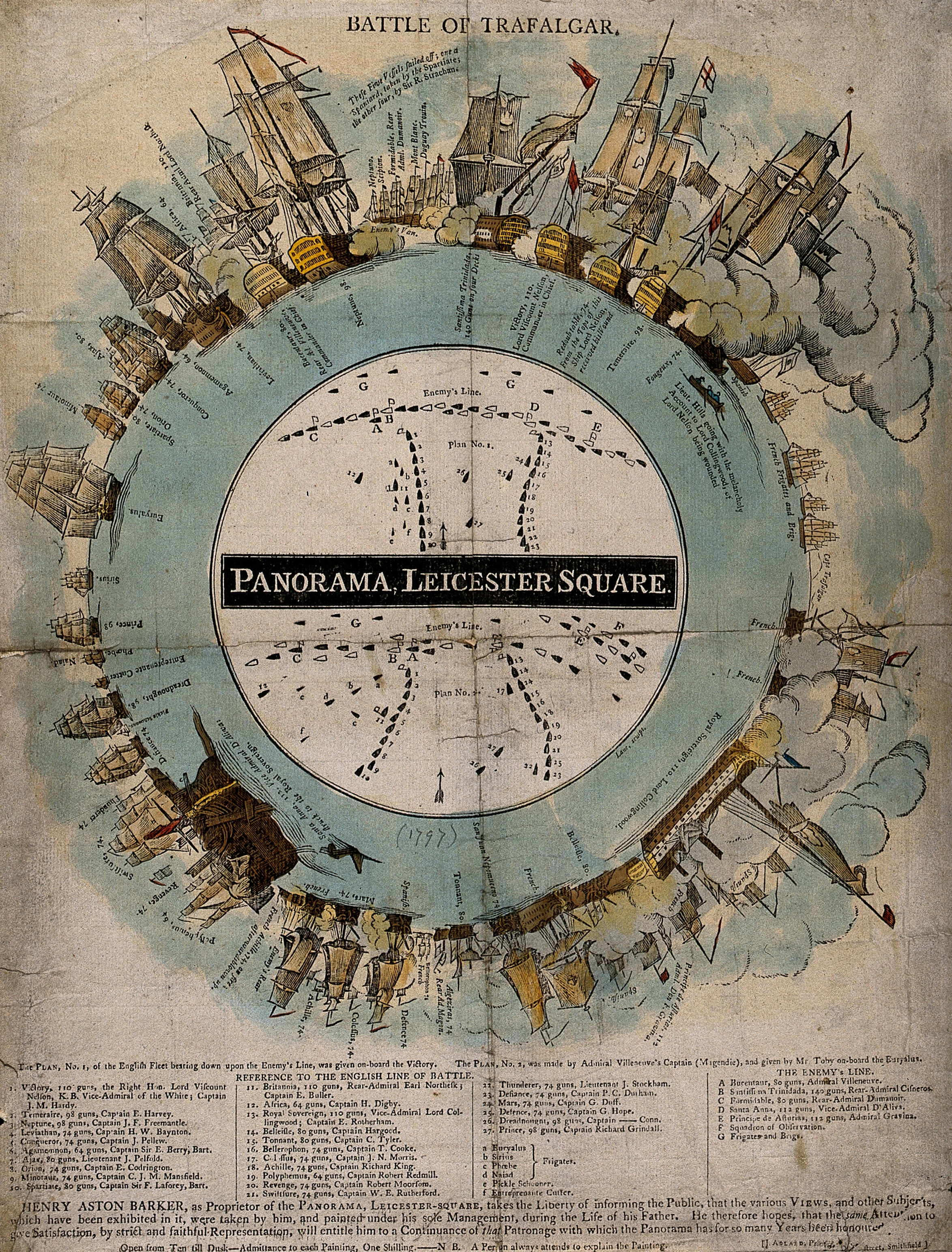
Exemple d'illustration indiquant les points d'intérêt d'un panorama. Affiche réalisée par Henry Aston Barker pour promouvoir le panorama de Leicester Square peint par son père Robert Barker.

Au XIXe siècle, les panoramistes furent confronté à une problématique. Par souci de réalisme, un panorama doit être peint en respectant la hiérarchisation des détails visuels et les règles de la peinture réaliste afin d'être le plus immersif possible. Cependant, avec cette méthode, des repères emblématiques (monuments, bâtiments importants, etc.) peuvent être réduits à des détails de l’arrière-plan notamment à cause de la technique picturale de la perspective atmosphérique.
Une des solutions trouvées fut de peindre les lointains avec une précision extrême.
L'autre solution fut de produire des descriptifs textuels et des plans de visite. Ainsi, le panoramiste Robert Barker produisit des projections horizontales à l'intention des visiteurs de ses panoramas qui indiquaient tous les points d’intérêts de la vue.

## Peintres panoramistes

### Inventeur

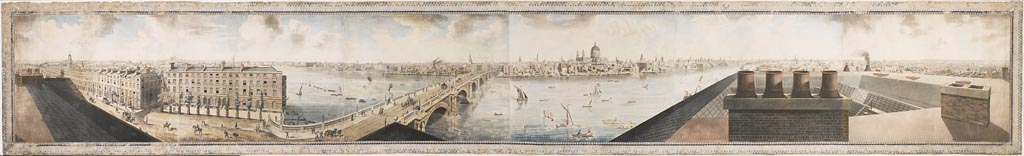
Panorama de Londres de Robert Barker, 1792, vu du haut de la minoterie d'Albion Mills.

Le 19 juin 1787, le peintre britannique Robert Barker fait breveter son invention, une peinture circulaire qui absorbe l’observateur dans la scène représentée grâce à sa circularité et à l'éclairage particulier. Il ouvre une première rotonde à Leicester Square qui présente des centaines de vues jusqu'à sa fermeture en 1861.

### Autres peintres
Le premier grand panoramiste français est Pierre Prévost (1764-1823).
En avril 1799, Robert Fulton obtient un brevet d'exploitation pour la France de l'invention de Barker et fait construire la première rotonde panoramique à Paris dans les jardins de l'hôtel de Montmorency-Luxembourg où il expose une toile de Prévost intitulée Vue de Paris depuis les Tuileries qu'il compose avec l'aide des peintres Constant Bourgeois, Jacques-Michel-Denis Delafontaine (1774-1851) et Jean Mouchet.

Une esquisse de 1833 représentant le panorama Vue de Paris depuis les Tuileries de Pierre Prévost.

Revendant le brevet à James William Thayer (1763-1835), celui-ci embaucha Prévost, entre autres, pour concevoir les grands panneaux, et fit construire deux rotondes au même endroit. Des dizaines de lieux d'exposition ouvrirent à Paris et en France tout au long du XIXe siècle sous forme de rotonde dont les armatures furent d'abord en bois, puis en fonte. Des panoramas peints ont été exécutés par exemple durant le règne de Napoléon pour représenter ses faits militaires.
Jean-Charles Langlois (1789-1870), dit « Le Colonel », connut également le succès avec ses peintures panoramiques. Il fut l'un des premiers à inclure des objets réels pour faire la transition entre la toile et le spectateur, comme les personnages en cire qu'évoque Proust. Le premier panorama qu'il livre au public est celui de la Bataille de Navarin en 1830, puis la Prise d'Alger (1833), la Bataille de la Moskowa (1835), l’Incendie de Moscou (1837), la Bataille de Wagram (1840), la Bataille de Montereau (1842), la Bataille d'Eylau (1844), la Bataille des Pyramides (1853), la Siège de Sébastopol (1860), la Bataille de Solférino (1865). À sa mort, Langlois préparait la Bataille de Marengo.
Théophile Poilpot (1848-1915) fut réputé pour ses panoramas de batailles. Édouard Detaille et Alphonse de Neuville réalisent deux grands panoramas des batailles de Champigny et de Rezonville, qui sont découpés et vendus en tableaux.
Le peintre autrichien Johann Michael Sattler réalise le panorama de Salzbourg en 1829.

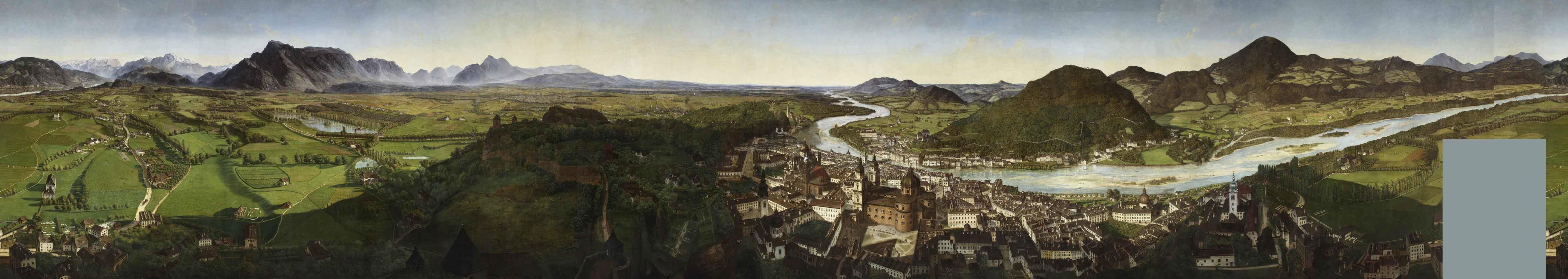
Panorama de Salzbourg, Johann Michael Sattler (1829).

En Allemagne, Louis Braun (1836-1916) est le peintre du panorama de Sedan, présenté à Francfort-sur-le-Main. Anton von Werner présente un panorama de la bataille de Sedan à Berlin, sur l'Alexanderplatz en 1881.

### Panorama et cyclorama
Panorama et cyclorama tendent à devenir synonymes vers 1880[réf. nécessaire] : le deuxième terme est courant chez les auteurs anglophones, tandis qu'en France, par exemple, il tend à définir de préférence un dispositif propre à la scénographie théâtrale (voir cyclorama (théâtre)).

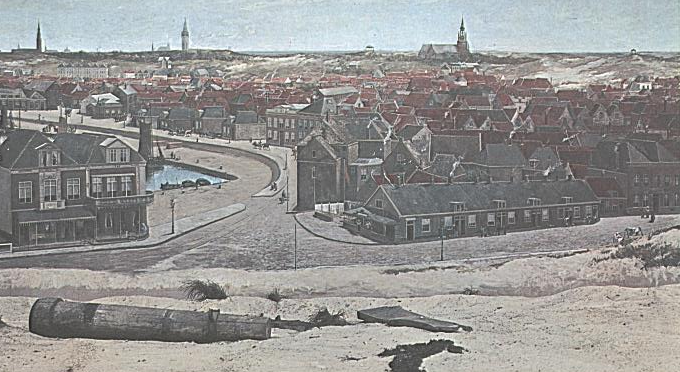
Le village néerlandais de Schéveningue, une petite section du panorama Mesdag (1880–1881), avec un faux terrain au premier plan.

On relève que le cyclorama de Jérusalem (Panorama de Jérusalem au moment de la crucifixion du Christ, 1883) de l'artiste Paul Philippoteaux est l'un des plus grands du monde, mesurant 13 m de haut sur 115 m de long (Sainte-Anne-de-Beaupré, Québec) ; un autre panorama de Philippoteaux, le Gettysburg Cyclorama, fut traduit en quatre versions, dont une longtemps exposée dans la ville de Boston, dans le Cyclorama Building (en), un bâtiment construit à cet effet en 1884. Une dizaine d'années plus tôt, Philippoteaux avait commencé à réaliser des peintures en cyclorama avec son père en s'inspirant des événements militaires entre autres de la guerre de 1870 et de la guerre de Sécession. Il ne fut pas le seul : Lucien-Pierre Sergent et Joseph Bertrand illustrèrent également de cette façon certaines batailles de la guerre civile américaine qui eurent un gros succès et furent exposées à New York, Chicago, San Francisco et Tokyo (1891) dans des installations démontables et itinérantes. En 1885, Eugen Bracht présentait dans une rotonde à Philadelphie et à Kansas City la Bataille de Chattanooga.
Le Cinéorama présenté durant l'exposition universelle de 1900 à Paris s'inspire de ce dispositif.

## Panoramas subsistants
Des centaines de panoramas ont été réalisés, et seulement une trentaine est parvenue jusqu'à nous. L'un des plus récents est celui de la Bataille de Stalingrad exposée à Volgograd, mesurant 16 m de haut sur 120 m de long, la plus grande peinture existante en Russie.

### Bâtiments

#### Allemagne
- Panorama de la Crucifixion du Christ à Altötting

#### Belgique
La Rotonde Castellani (1879, Henri Rieck architecte), 10 boulevard Maurice Lemonnier et 19 rue Van Helmont, Bruxelles, est utilisée pour l'exposition de toiles panoramiques circulaires jusqu'en 1924, puis transformée en parking sous le nom de Parking Panorama. La charpente métallique d'origine est visible depuis le troisième étage du parking.
Toujours à Bruxelles, le Pavillon du panorama du Caire (1896, Ernest Van Humbeeck architecte), de style mauresque, est construit dans le parc du Cinquantenaire pour accueillir la toile panoramique circulaire Le Caire et les rives du Nil (1880-1881) de l'artiste peintre belge Émile Wauters, qui avait été exposée précédemment à Vienne (1882), à Munich et à La Haye (1887-1888). Attraction vedette de l'Exposition universelle de 1897, le pavillon et la peinture se détériorent rapidement et subissent des dommages de guerre. Après plusieurs fermetures temporaires et restaurations, une nouvelle restauration étant jugée trop coûteuse, le pavillon du panorama est définitivement fermé en 1963. En 1967, il est offert au roi Fayçal d'Arabie saoudite et transformé en mosquée (1975-1978).
À Waterloo, la toile du panorama de la bataille est toujours accrochée dans le bâtiment originel de 1912, au pied de la butte du Lion.

#### France
À Paris, l'ancien Panorama National (1860, Gabriel Davioud architecte), d'un diamètre de 20 m) subsiste encore. Après avoir été transformé en Palais des Glaces, il abrite actuellement le Théâtre du Rond-Point. C'était la troisième rotonde construite pour le peintre Langlois, après celle bâtie par Hittorff (transformée, puis intégrée au Palais de l'Industrie voisin et disparue avec lui).
La Rotonde Marigny (1882), construite par Charles Garnier dans le carré Marigny dans la partie nord des Jardins des Champs-Élysées a également survécu. En 1883, y est présenté le panorama de la bataille de Buzenval de Poilpot et Jacob. Elle a subi des transformations pour accueillir le Théâtre Marigny.
Le Panorama du Musée Guimet (1882), d'après Jules Chatron architecte) est encore bien visible depuis la place d'Iéna, au troisième étage de la rotonde de la bibliothèque historique du musée. Il a été modifié par le percement de fenêtres pour être transformé en salle d'exposition.

#### Ukraine
À Sébastopol, l'actuel musée du panorama de Sébastopol est le résultat de la reconstruction d'un musée antérieur du même nom (1905, V.I. Feldman architecte, O.I. Enberg ingénieur, A.A. Popov sculpteur) presque entièrement détruit dans le bombardement de Sébastopol par l'armée allemande au cours de la Seconde Guerre mondiale. Il avait été construit spécialement pour accueillir Le panorama du siège de Sébastopol (1901/1904) conçu par Franz Roubaud. Cette toile panoramique — également très fortement endommagée — a été reconstituée après la guerre.

### Peinture
- En Belgique
  - Le Panorama de la bataille de Waterloo, par Louis Dumoulin à Braine-l'Alleud, sur le site de la bataille de Waterloo.
  - Le Panorama du Congo[11] (1911) peint par Alfred Bastien et Paul Mathieu sur instigation du roi Albert et destiné à l'Exposition universelle de Gand de 1913. Trois esquisses de petite dimension sont conservées au Musée royal de l'Afrique centrale à Tervuren.
  - Le Panorama de la bataille de l'Yser (1920-1921) peint par Alfred Bastien existe toujours mais est en mauvais état de conservation (la toile a été rabotée, découpée, pliée et a subi des dégâts causés par l'humidité)[12].
  - Le Panorama de la bataille de la Meuse en 1914 (1936-1937) par Alfred Bastien, inauguré à Namur en 1937, a été retrouvé en 2011[13].
- En France :
  - Intérieur de l'abbaye de Westminster, par Jean-Pierre Alaux, réalisé en 1830, hauteur : 19,5 m, largeur : 66,11 m, réserve du musée du Louvre[14].
  - Intérieur de la basilique de Saint-Pierre de Rome, par Jean-Pierre Alaux, réalisé en 1827, hauteur : 16,64 m, largeur : 54,12 m, réserve du musée du Louvre[15].
- Aux Pays-Bas
  - La Haye : panorama Mesdag réalisé en 1880. Ce panorama sur la mer, les dunes et l’ancien village de pêcheurs et la station balnéaire émergente Schéveningue a été peint par l’un de peintres les plus connus de l’École de La Haye, Hendrik Willem Mesdag. Ses dimensions sont de 120 mètres de développement sur 14 mètres de hauteur.
- En Suisse :
  - Le panorama de Thoune, réalisé entre 1809 et 1814 par Marquard Wocher (1760-1830) est la première œuvre suisse de ce type et le plus ancien panorama conservé au monde.
  - Le panorama Bourbaki à Lucerne, représentant la débâcle de l'armée Bourbaki durant la guerre franco-prussienne et son internement en Suisse où elle avait cherché refuge.  Elle représente la douleur de soldats blessés et témoigne de l'action humanitaire de la Croix-Rouge suisse.
  - Le panorama de la bataille de Morat, réalisé en 1893 par Louis Braun (10 m de hauteur, 100 m de circonférence). Il a été présenté au public dans le cadre de l'exposition nationale Expo.02 dans une structure créée par Jean Nouvel sur le lac de Morat. En 2023, une numérisation haute définition (1.6 térapixels) est faite par l' École Polytechnique de Lausanne.
- En Europe orientale
  - Panorama de la Bataille de Racławice à Wrocław, en Pologne
  - Panorama de la Bataille de Stalingrad à Kourgane Mamaïev, en Russie[16].
  - Panorama du siège de Sébastopol (1905), représentant le siège de 1854-1855 par Franz Roubaud[17].
  - Panorama de la bataille de Borodino (1911) par Franz Roubaud à Poklonnaïa Gora (Moscou)
  - Le Panorama de Pleven à Pleven, en Bulgarie évoque le siège de Pleven en 1877
  - Le Musée Panorama 1453, à Istanbul, dépeint la chute de Constantinople en 1453
- En Amérique du Nord.
  - La Charge de Pickett durant la bataille de Gettysburg à Gettysburg (Pennsylvanie).
  - Le panorama des Jardins et du Palais de Versailles au Metropolitan Museum of Art à New York
  - Le cyclorama de la Bataille d'Atlanta à Atlanta en Géorgie (États-Unis).
  - Jérusalem au moment de la mort du Christ (1887-1888), panorama peint sous la direction de Paul Philippoteaux, exposé à Sainte-Anne-de-Beaupré, dans la banlieue de Québec.
- Au Proche-Orient.
  - Panoramas sur la victoire d'octobre 1973 contre Israël au Caire (6th of October Panorama) et à Damas (October War Panorama).

Panorama de la guerre d'octobre 1973, Le Caire, 1983.
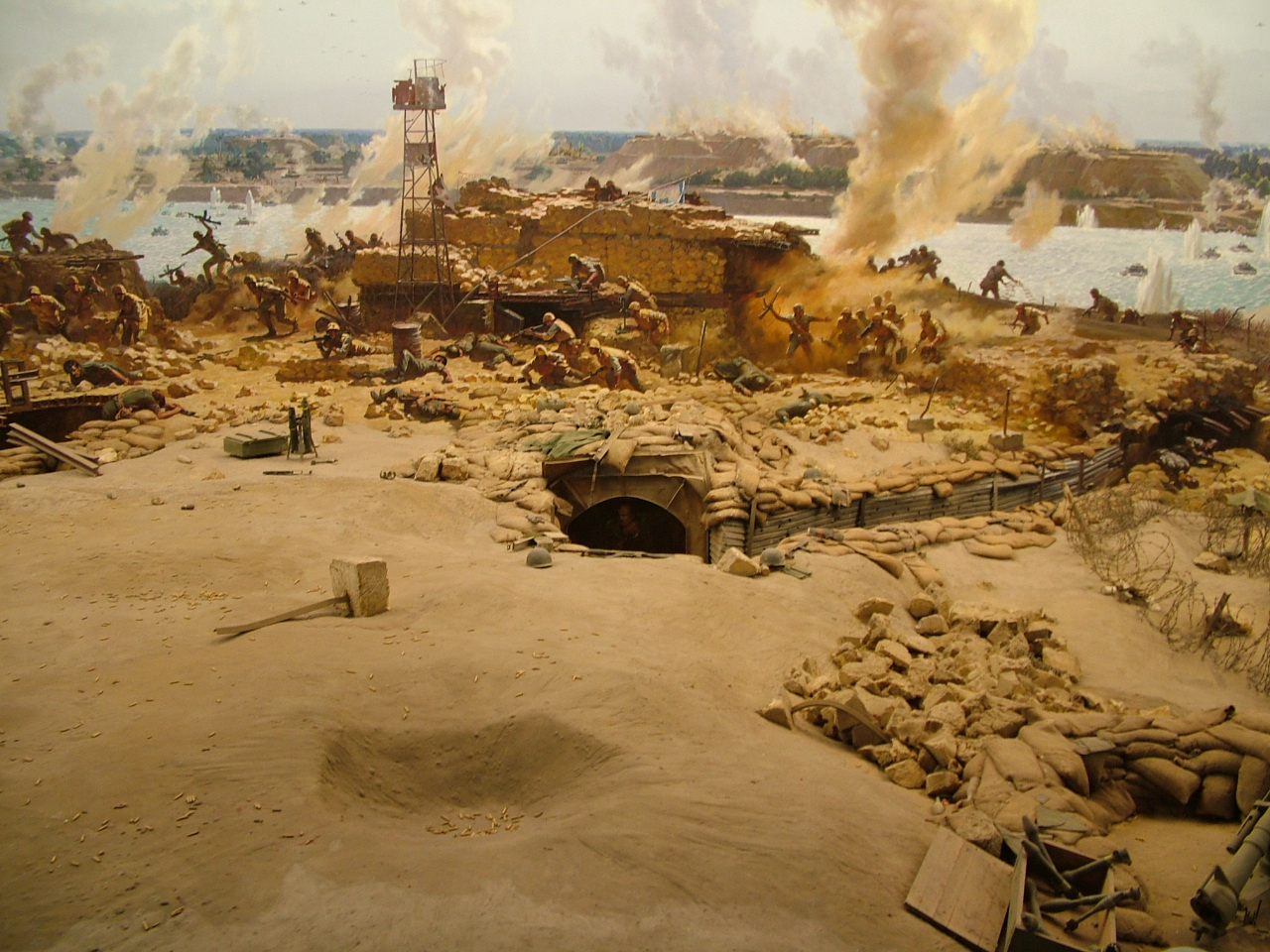
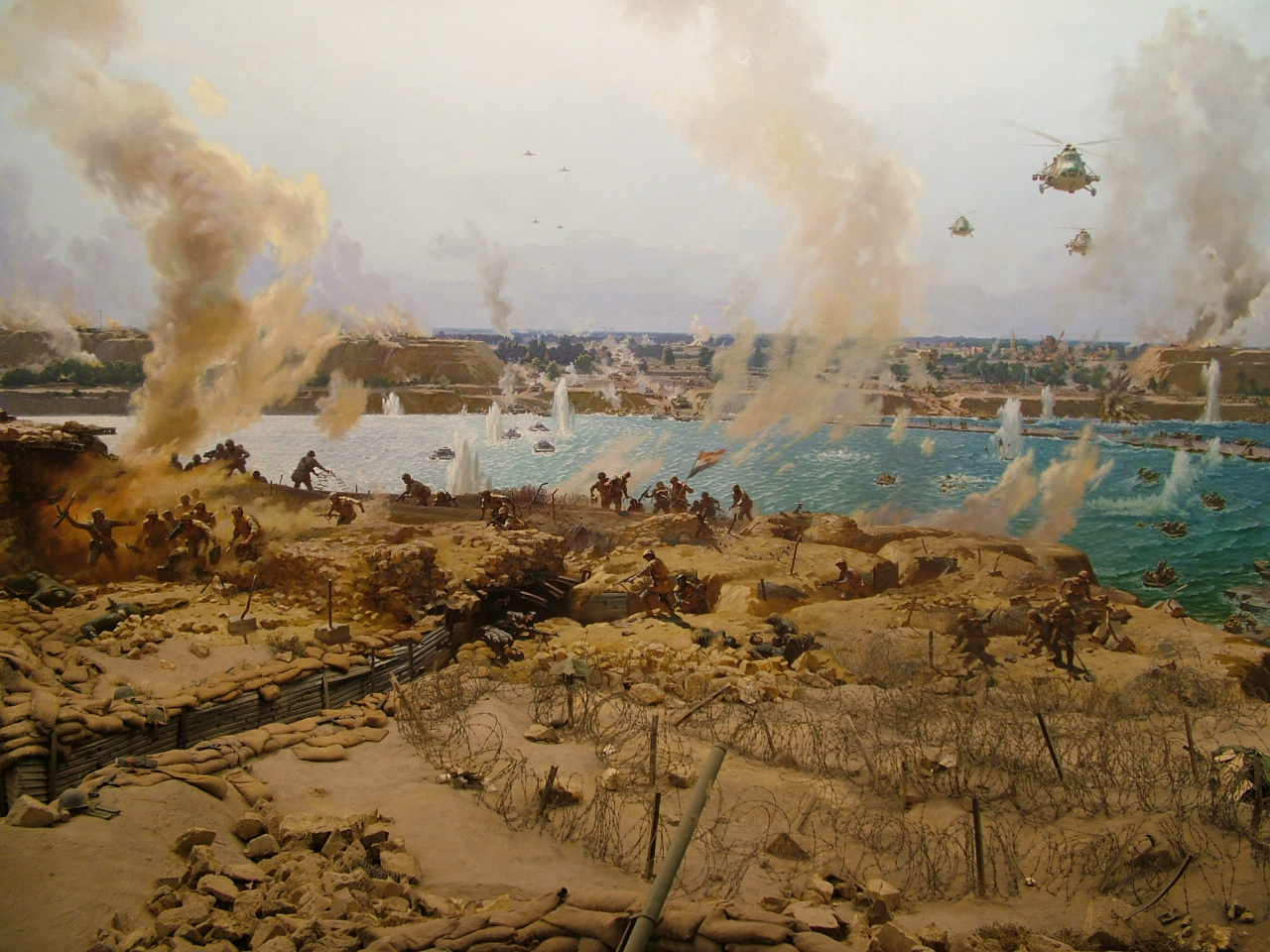
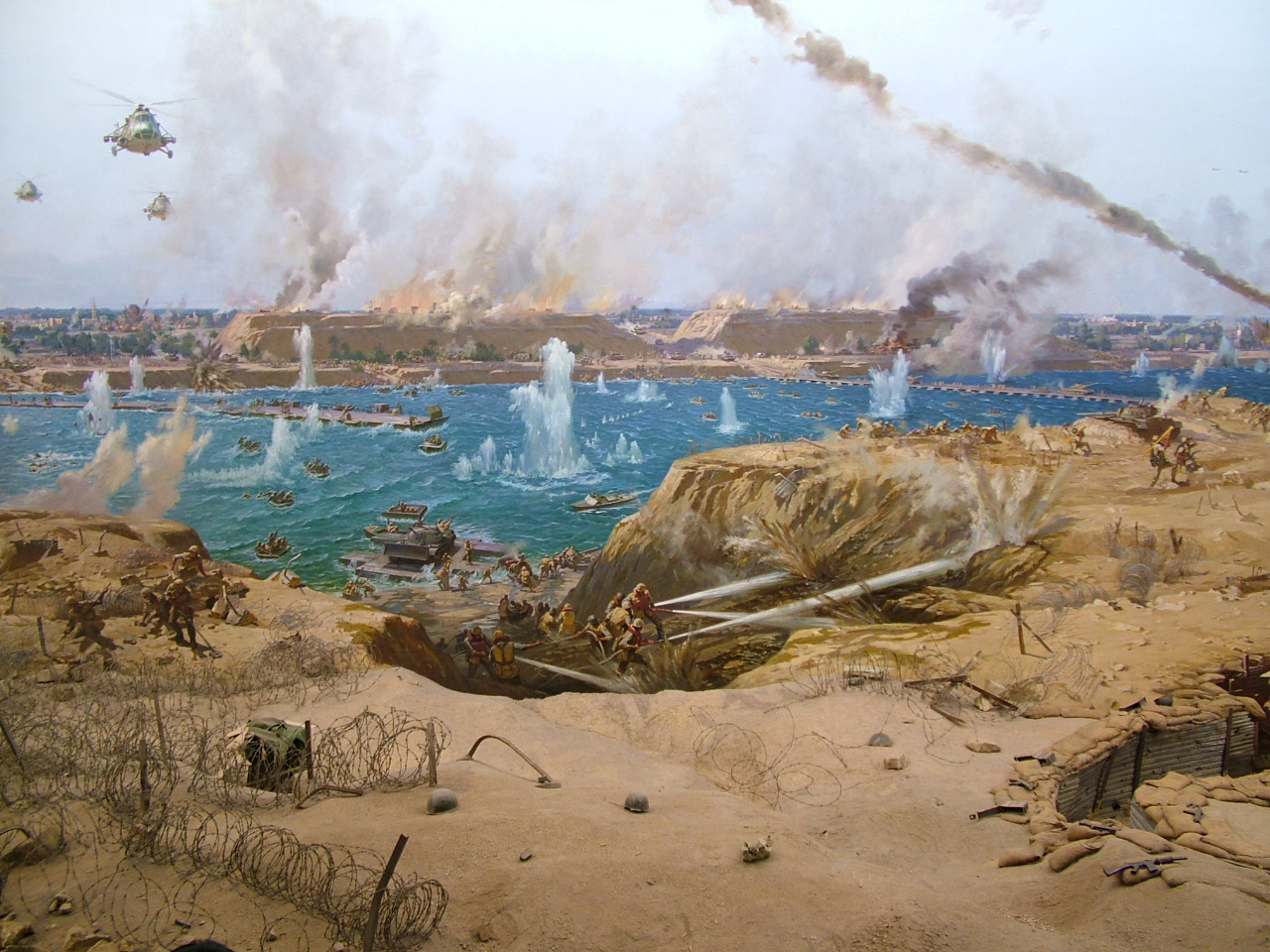
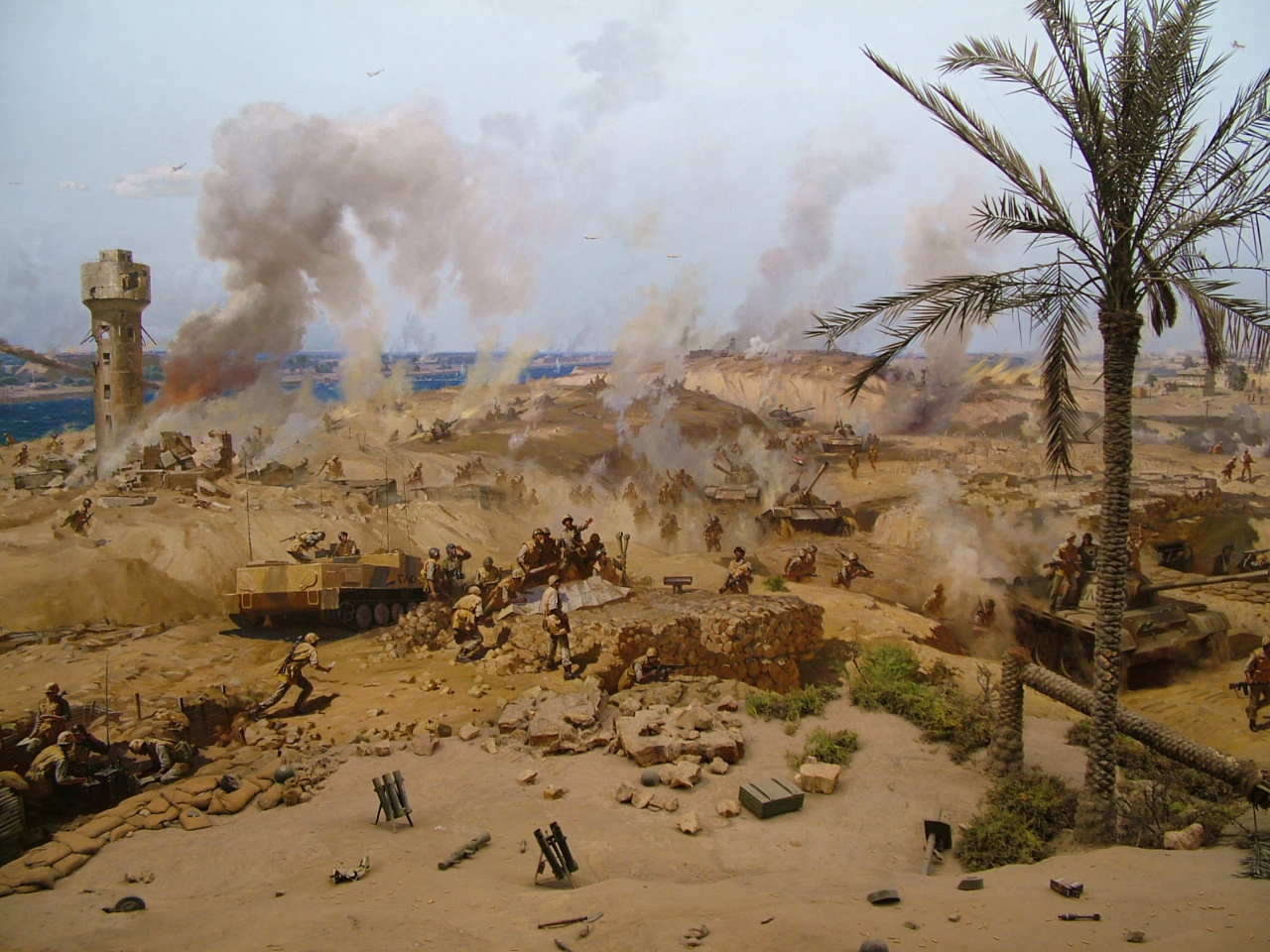
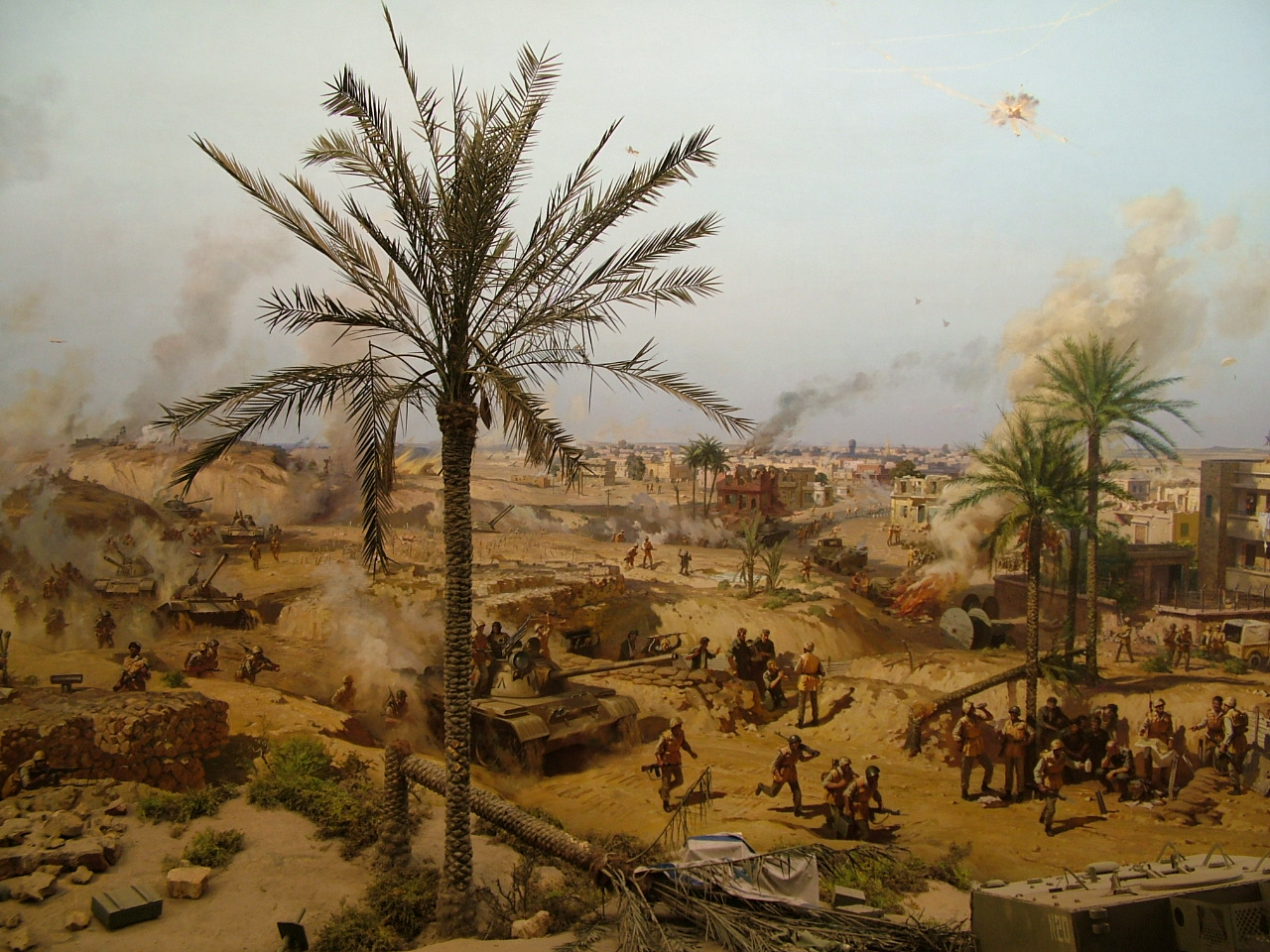
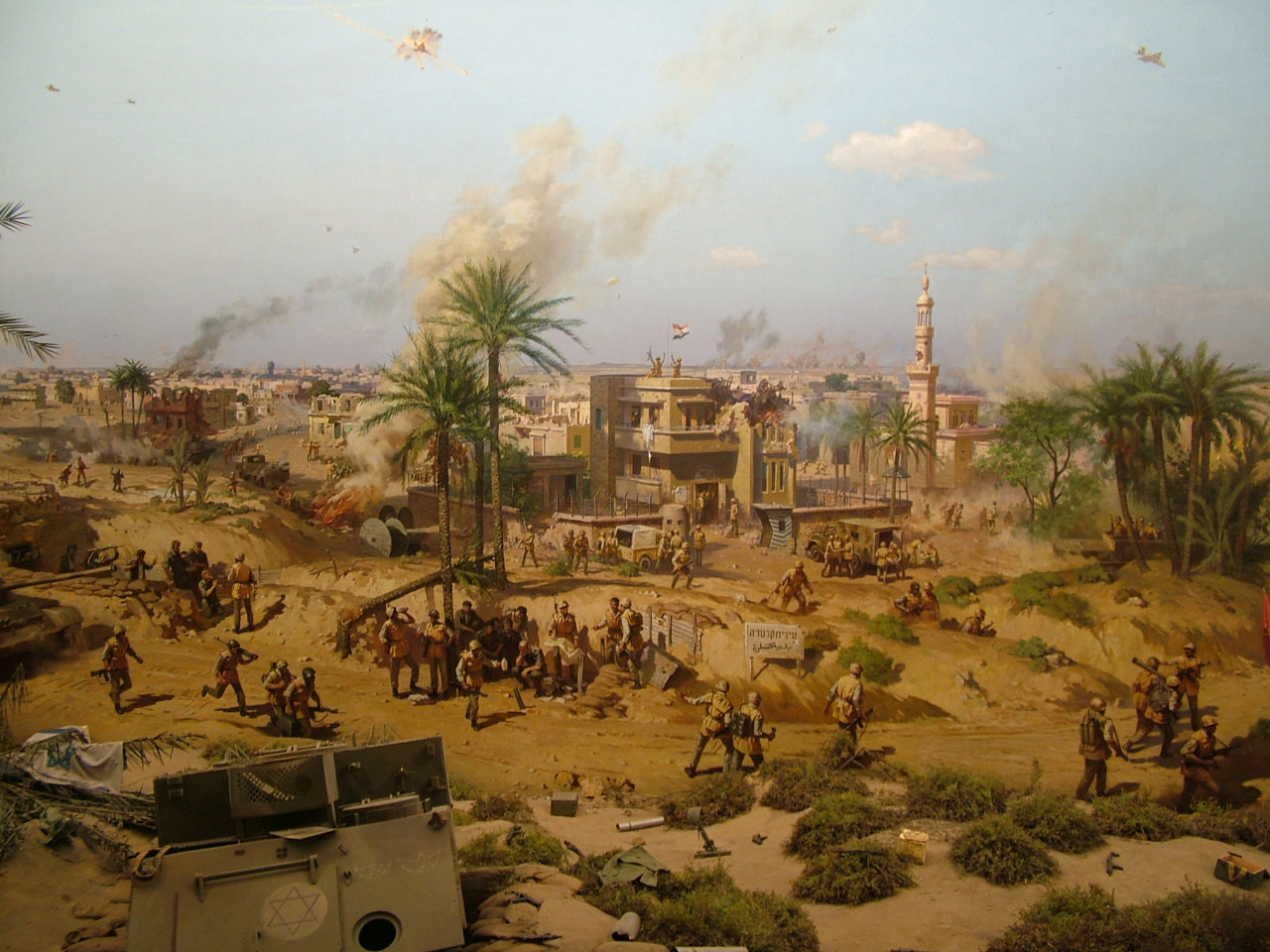
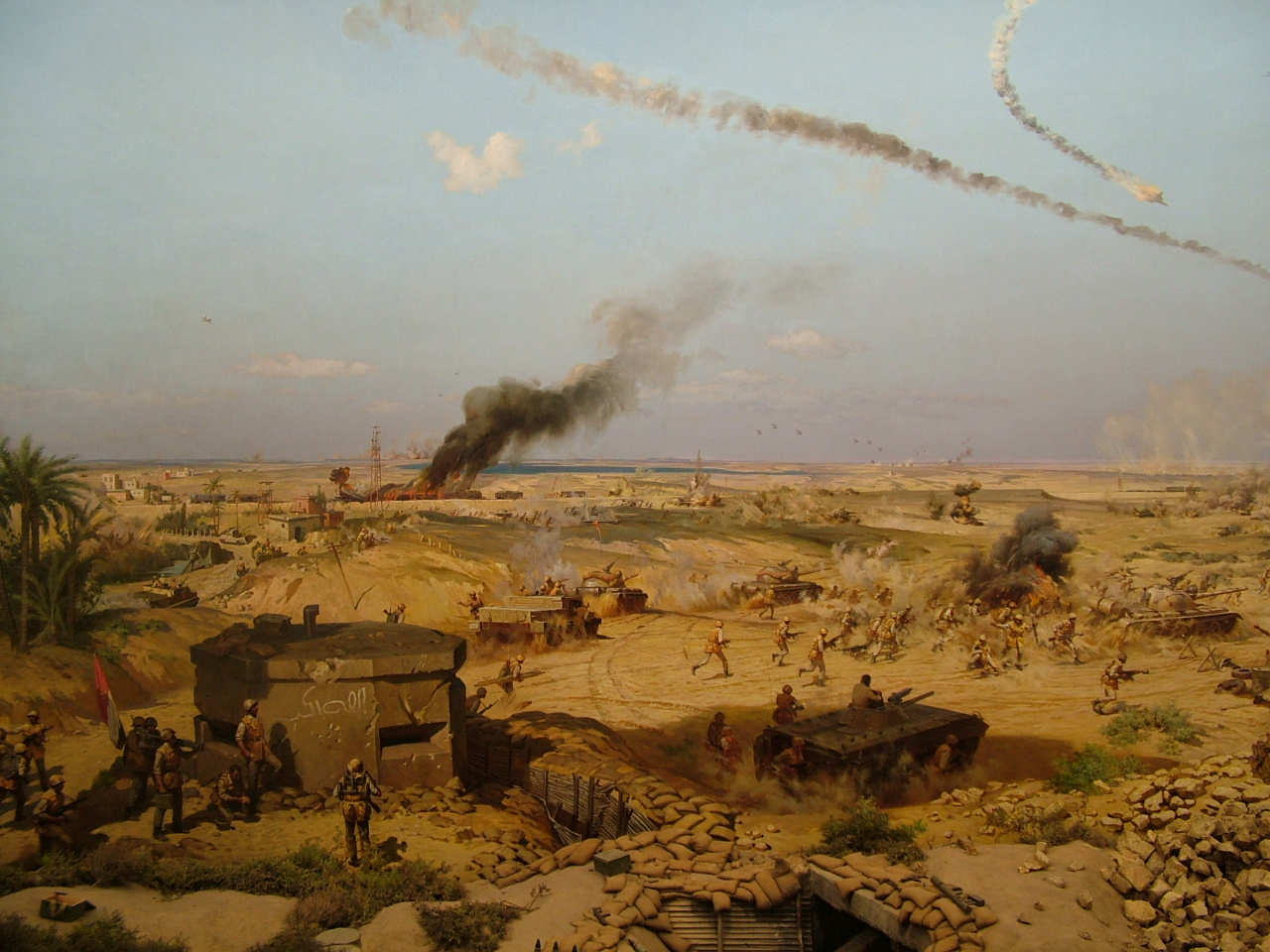
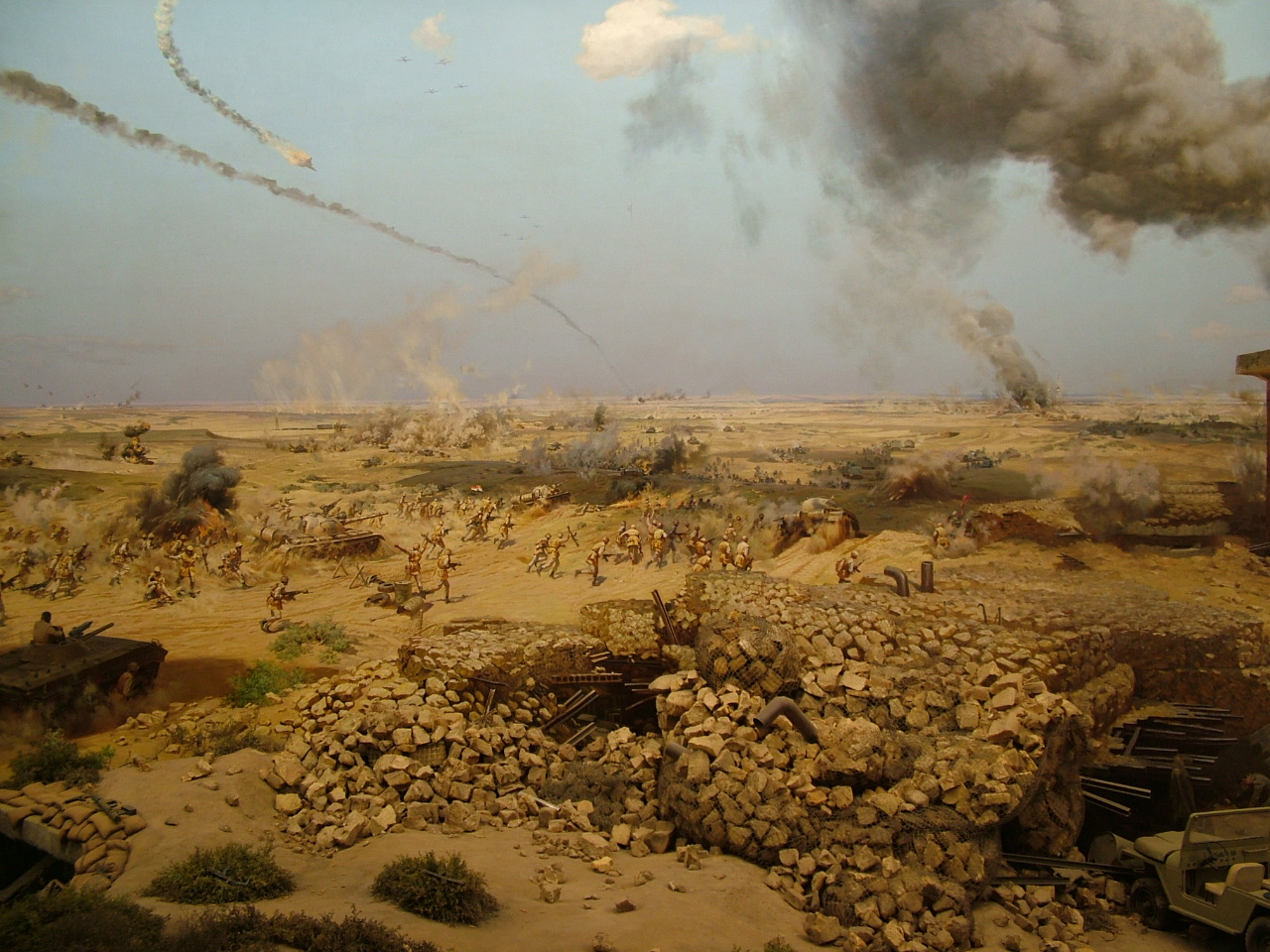
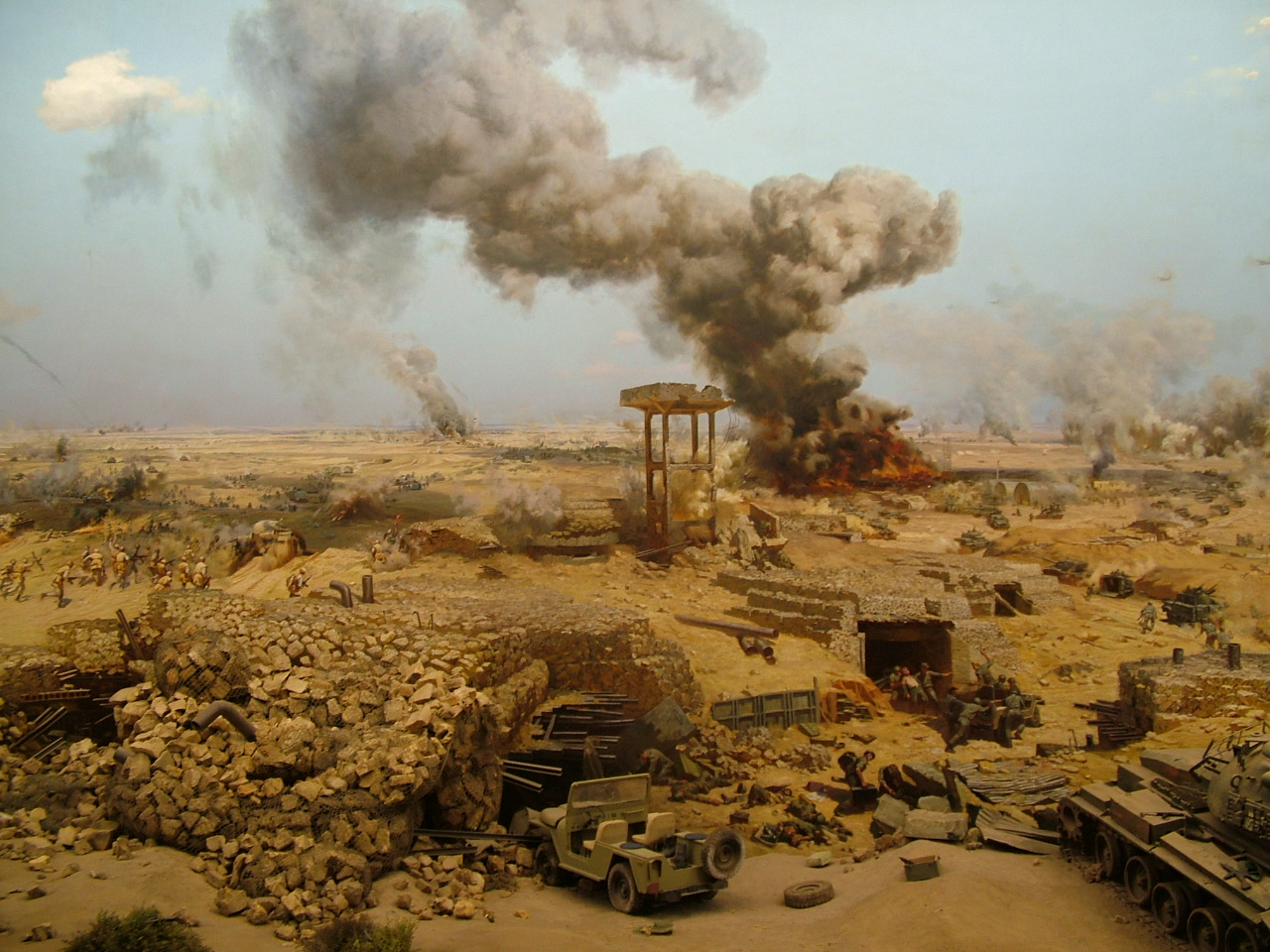
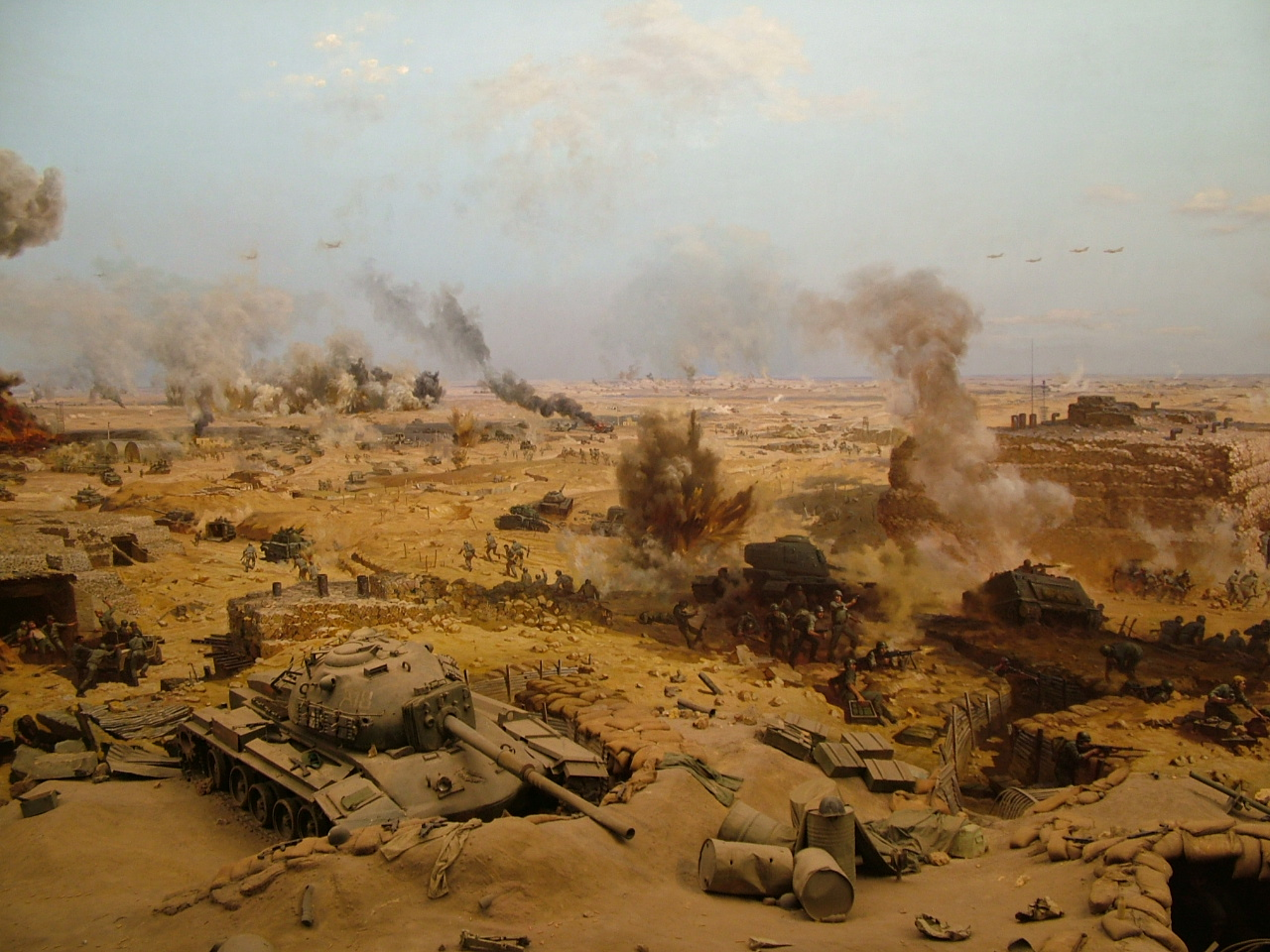
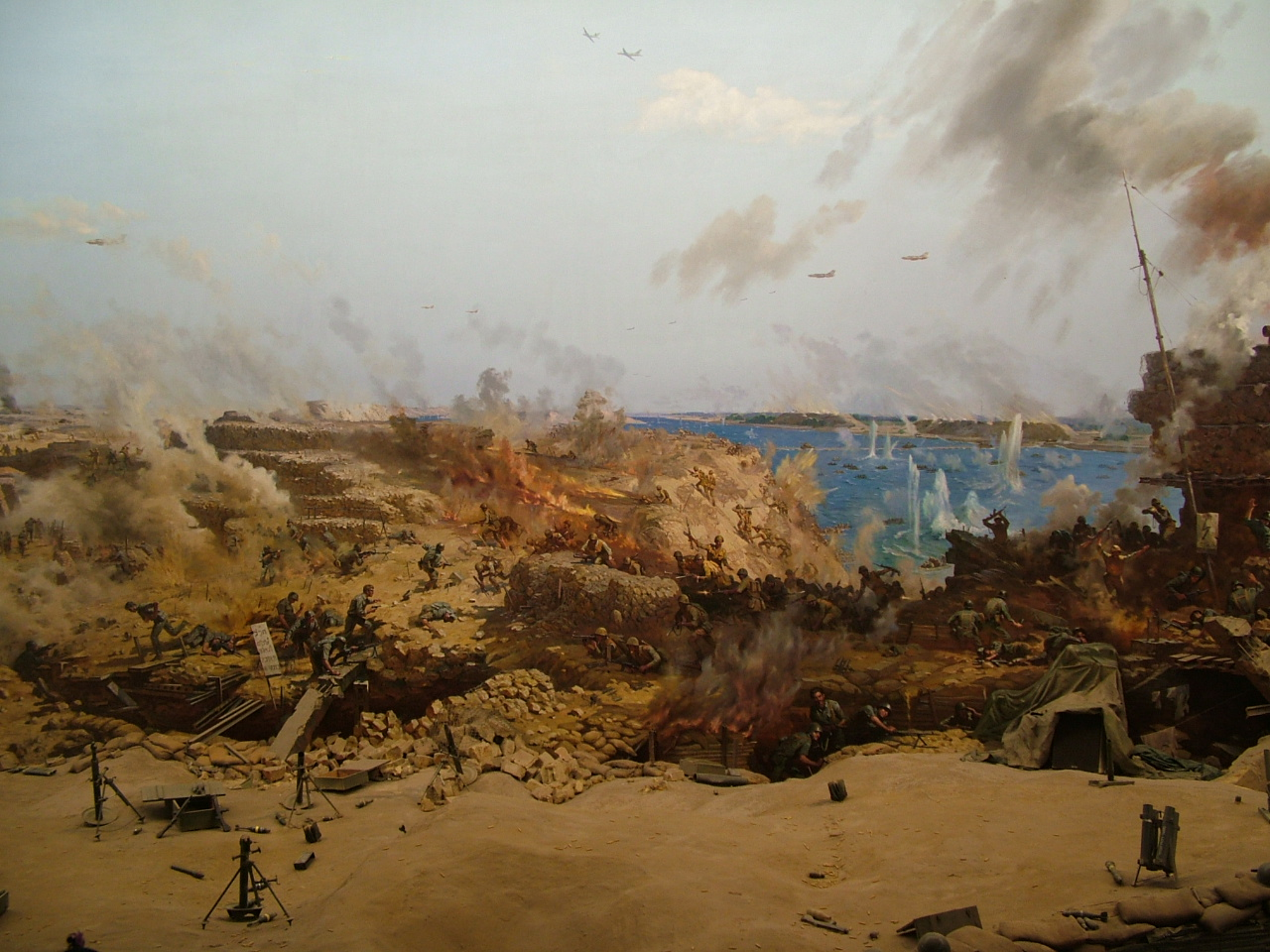

## Panoramas disparus

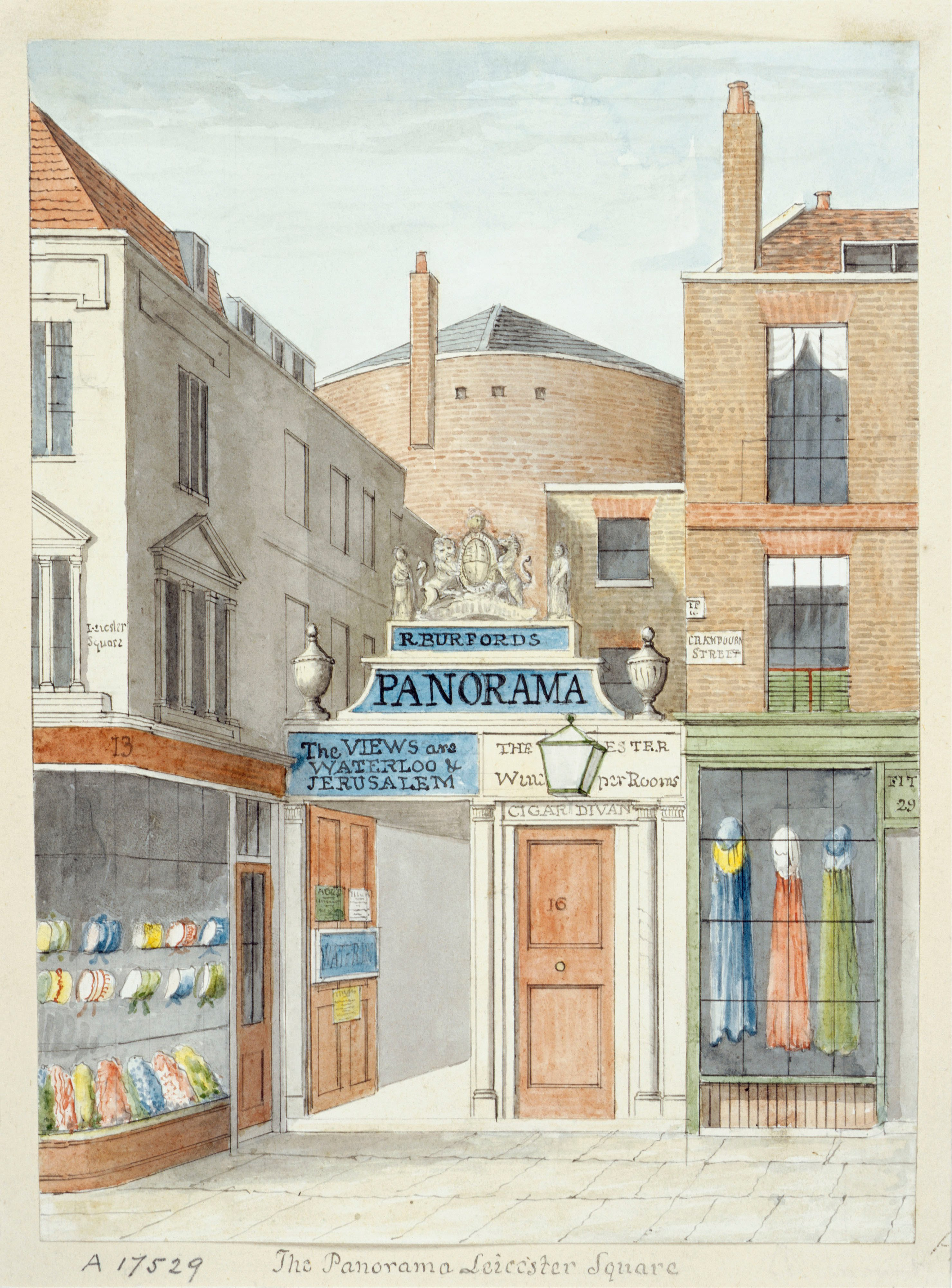
Vue du panorama de Leicester square à Londres, érigé en 1794 (dessin, après 1822).

### Bâtiments

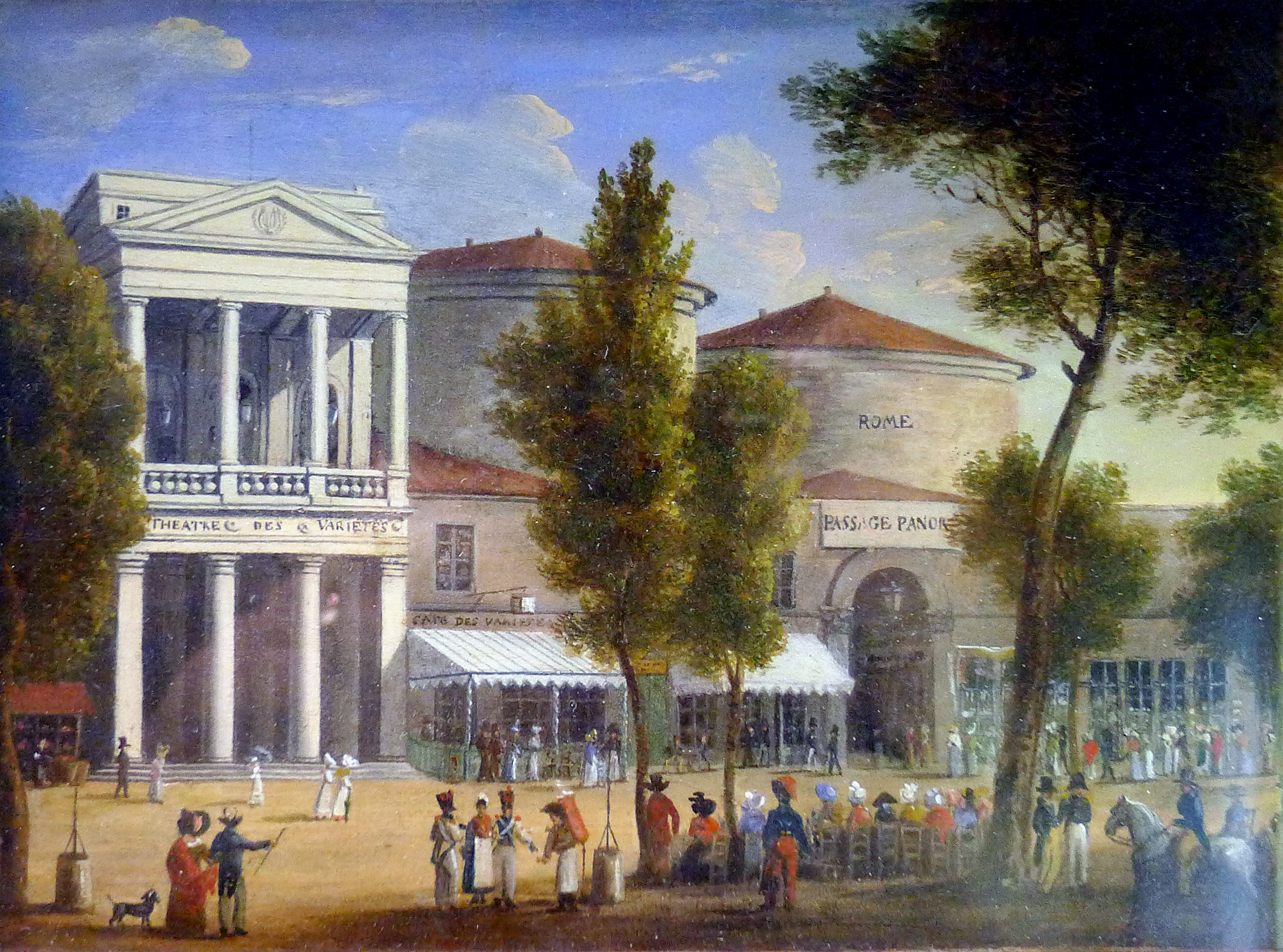
Les deux rotondes (1800/1801) situées à l'entrée du passage des Panoramas (huile sur toile, vers 1825, musée Carnavalet).

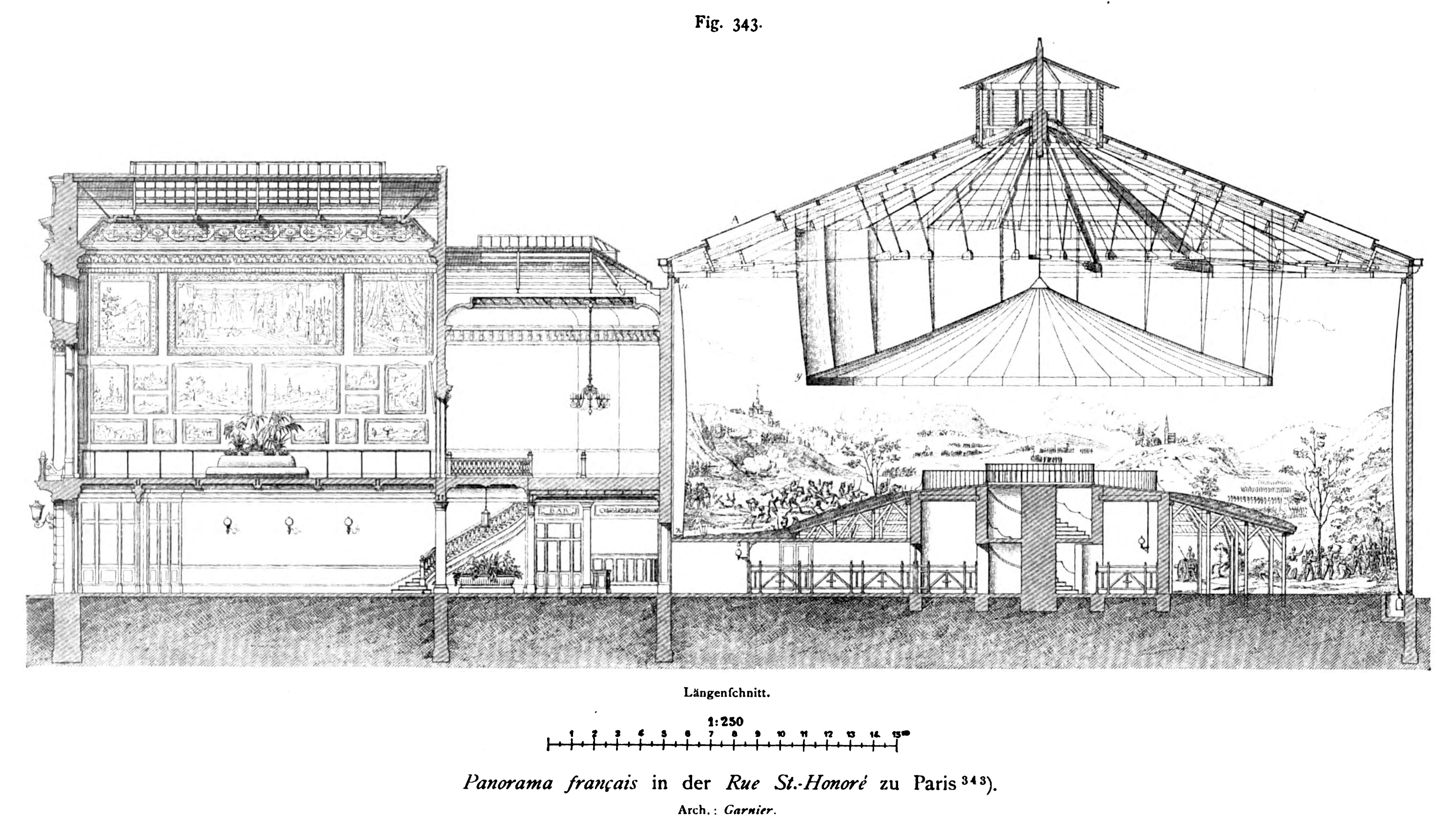
Vue en coupe du panorama Français (dit de Reichshoffen) à Paris, dans Durm et al, Handbuch der architektur, tome 4, 1904, p. 285.

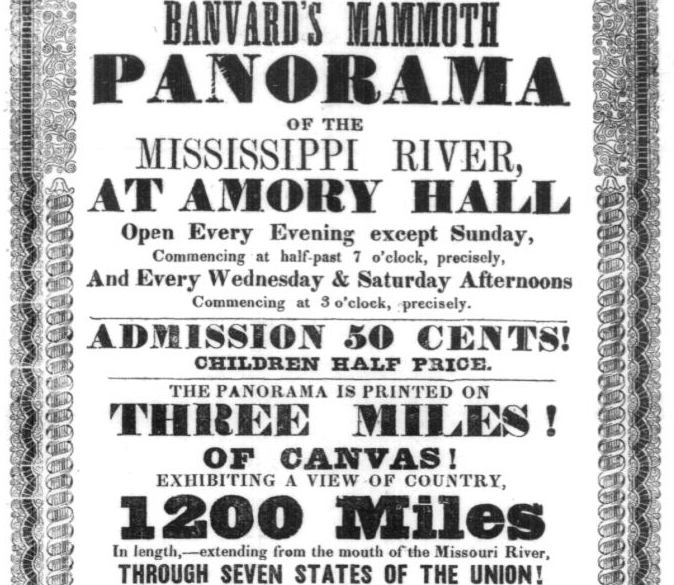
Affiche pour The Mississippi River Panorama de John Banvard présenté à l'Amory Hall de Boston (1847).

À Londres, le panorama de Leicester Square (1794 ; fermé en 1861) est un grand bâtiment de forme cylindrique, aujourd'hui disparu, érigé à l'initiative de l'artiste peintre Robert Barker (1739-1806), inventeur du concept du panorama pour lequel il détient un brevet déposé le 19 juin 1787. Dans l'intervalle, Barker avait montré des toiles circulaires d'abord à son domicile, puis dans une rotonde provisoire.
À Lourdes, le panorama de Lourdes (vers 1881/1882) est inauguré le 1er avril 1883, exploité jusqu'en 1955 et démoli en 1956. Il est construit tout spécialement pour l'exposition de la grande toile circulaire illustrant l'Apparition de Notre-Dame de Lourdes le 7 avril 1858 (1881/1882) composée par Pierre Carrier-Belleuse en collaboration avec une équipe d'au moins six collègues.
À Paris, le panorama du jardin d'Apollon ou des Capucines (1799), rue Neuve-des-Capucines, une rotonde de 17 m de diamètre sur 7 m de hauteur est édifiée à l'initiative de l'armateur américain James William Thayer et inaugurée en août 1799 avec une Vue de Paris depuis les Tuileries peinte par Pierre Prévost.
Les panoramas du jardin Montmorency (1800/1801 ; détruits en 1831), donnant sur le « Nouveau Cours » (boulevard Montmartre) sont également bâtis pour James William Thayer, ainsi que le passage des Panoramas — qui est percé au travers de l'entrée et du rez-de-chaussée de l'ancien hôtel Montmorency-Luxembourg (début du XVIIIe siècle), rue Saint-Marc pour doter ces rotondes d'un accès supplémentaire depuis le sud. Seul le nom de ce passage témoigne encore de l'existence des deux rotondes d'exposition qui s'élevaient jusqu'en 1831 de part et d'autre de l'entrée située sur le boulevard.
Le panorama de la rue des Marais-Saint-Martin (1831), rue Albert-Thomas depuis 1970, atteint un diamètre extérieur de 38 m, un diamètre intérieur de 35 m et une hauteur de 15 m). C'était la première salle exploitée par Jean-Charles Langlois.
Le panorama des Champs-Élysées (1839, Jacques Hittorff architecte) situé dans le grand carré des Champs-Élysées (aujourd'hui jardins des Champs-Élysées) présente un diamètre de 40 m pour une hauteur de 15 m). Cette seconde salle bâtie pour Jean-Charles Langlois est miraculeusement épargnée par le chantier ouvert pour la construction du palais de l'Industrie (1855, disparu). Située plus au sud, elle est annexée à ce dernier pour la durée de l'Exposition universelle de 1855, puis finalement démolie l'année suivante pour permettre l'aménagement d'un chemin d'accès à la Seine. 
— Il convient de ne pas confondre le panorama des Champs-Élysées (détruit) avec le panorama National (1860, Gabriel Davioud architecte), premier du nom (et troisième des panoramas successivement dirigés par Langlois), qui subsiste (voir théâtre du Rond-Point).
Le panorama Français (1880, Charles Garnier architecte), 251 rue Saint-Honoré (1er arrondissment), communément nommé panorama de Reichshoffen tire ce deuxième nom de la peinture circulaire qui y est présentée à l'inauguration en 1882 : Les cuirassiers de Reichshoffen. Il est aussi désigné sous le nom de Panorama Valentino[réf. nécessaire]. Transformé et occupé par le Nouveau Cirque à partir de 1886, il est fermé en 1926.
Le panorama National (1881), second du nom, 5 rue de Berri présente la forme d'un polygone à seize cotés de diamètres 37,60 m × 36 m est érigée spécialement pour exploiter les peintures circulaires La Bataille de Champigny (1880-1882) puis La Bataille de Rezonville (1882-1883), toutes deux créées par Édouard Detaille et Alphonse de Neuville. La première y est exposée de 1882 à 1887, la seconde à partir de 1887 et jusqu'en 1892. L'édifice est ensuite transformé en « établissement vélocipédique Palais-Sport » (inauguré en 1895 et non pas en 1890) par la société anonyme du même nom, puis devient le « garage Berri » (vers 1908). Celui-ci est encore en activité en 1980. Il a été remplacé par l'actuel passage couvert dénommé « galerie Berri-Washington ».
Aux États-Unis, le Panorama du Mississippi de John Banvard, achevé en 1846, montrant le paysage de la rivière sur une bande de 4 570 m sur 3,65 m de haut, considéré comme le plus grand du monde : les rouleaux, stockés dans un hangar de Coldspring Harbour (New York) prirent feu en 1891.

### Peintures panoramiques découpées, disparues ou non localisées
- Panorama de Londres (1796), sans doute la première peinture panoramique réalisé par Robert Barker.
- La Bataille de Paris (1814) par Henry Aston Barker au panorama de Leicester Square à Londres.
- La Défense de Paris contre les armées allemandes (1872) par Félix Philippoteaux[26] peint en collaboration notamment avec son fils Paul Philippoteaux, exposé de 1872 à 1890 au panorama National des Champs-Élysées[27] (1856, Davioud architecte, actuel théâtre du Rond-point).
- Panorama de l'assaut de Saint-Privat (1880) peint par Emil Hünten, exposé à Berlin jusqu'en 1883.
- Panorama des cuirassiers de Reichshoffen (1880) peint par Théophile Poilpot et Steven Jacob, exposé à Paris et en province. Il sera présenté lors de l'exposition universelle de Paris de 1889 et disparait incendié en 1896 à Montpellier[28].
- Le Caire et les rives du Nil (1880-1881), peinture panoramique circulaire d'Émile Wauters, exposée à Vienne (1882), à Munich et à La Haye (1887-1888), et enfin dans le parc du Cinquantenaire à Bruxelles où le « pavillon du panorama du Caire » (1897, Ernest Van Humbeeck architecte), de style mauresque, lui est dédié mais se dégrade rapidement. Le panorama est fermé en 1963, alors que la toile, également très dégradée, n'en est retirée qu'en 1970 ou 1971 en vue de la transformation du bâtiment en mosquée (1975-1978). Elle est alors transférée dans les réserves du musée du Cinquantenaire (musée Art et Histoire depuis 2018) où elle disparaît dans les années 1970 ou 1980. Un fragment a été retrouvé par un antiquaire en 2020.
- La Bataille de Waterloo (1882) par Charles Castellani, huile sur toile circulaire exposée de 1882 à 1884 dans la rotonde Castellani (1880) à Bruxelles, puis transférée à Rotterdam où elle est vendue aux enchères (1886)[29].
- La Bataille de Champigny (1882), peinture panoramique circulaire d'Édouard Detaille et Alphonse de Neuville exposé de 1882 à 1887 dans la rotonde du panorama National, rue de Berri à Paris avant d'être découpé par Detaille en 65 fragments qui furent revendus et dont plusieurs se trouvent aujourd'hui dans différents musées français.

La Bataille de Champigny d'Édouard Detaille et Alphonse de Neuville, telle que représentée sur le livret descriptif vendu aux visiteurs du panorama..

- Panorama de Notre Dame de Lourdes (1881/1882), réalisé par Pierre Carrier-Belleuse et son équipe, exposé pendant six mois à Paris avant d'intégrer la rotonde érigée pour l'accueillir à Lourdes où elle reste accrochée de 1883 à 1956. La ville de Lourdes en conserve quelques fragments.
- Panorama de Constantinople (1883) réalisé par Jules Garnier et ses collègues pour l'exposition coloniale internationale d'Amsterdam. La toile, commandée par J. Hartsen et Léon Wertheim de la société néerlandaise dite Société du Panorama, est réalisée dans la banlieue de Copenhague. Elle est ensuite exposée à Paris de 1885 à 1888[30].
- Panorama de la bataille de Rezonville, réalisé par Alphonse de Neuville et Édouard Detaille entre 1882 et 1883. Il représente une phase de la bataille de Mars-la-Tour (16 août 1870). Elle est présentée à Vienne, puis à Paris au Panorama National de 1887 à 1892. En 1896, la toile est découpée en 115 morceaux qui sont vendus aux enchères. Des fragments sont actuellement exposés à Gravelotte dans le Musée de la Guerre de 1870 et de l'Annexion.
- Panorama de Jeanne d’Arc (1889), réalisé par Pierre Carrier-Belleuse pour l'exposition universelle de Paris de 1889. Il est composé de 8 tableaux représentant l’épopée de la sainte : Jeanne d’Arc dans son jardin écoutant ses voix, le roi Charles VII et ses seigneurs à Chinon, le siège d’Orléans, la bataille de Patay, le sacre de Reims, la tentative sur Paris, sa capture à Compiègne et enfin Jeanne d’Arc sur le bûcher à Rouen[31]. Il a été détruit dans une tempête le 11 novembre 1891 à Rouen[32].
- Panorama de Rio de Janeiro, panorama (14,50 m x 115 m) réalisé par Victor Meirelles et Henri Langerock, auquel fut décernée la médaille d'or dans la catégorie « Applications usuelles des arts du dessin et de la plastique » à l'exposition universelle de Paris de 1889. Ce panorama était présenté dans une rotonde spécialement construite à cet effet au 80, avenue de Suffren[33],[34],[35].
- Panorama de l'Histoire du siècle est réalisé par Alfred Stevens et Henri Gervex pour l'Exposition universelle de 1889 et installé dans une rotonde éphémère construite pour l’occasion dans les jardins des Tuileries.
- Panorama Le "Tout Paris" peint par Charles Castellani à l'occasion de l'exposition universelle de Paris de 1889 et installé sur l'esplanade des Invalides[36]. L'affiche promotionnelle est créée par Alfred Choubrac[37].
- Panorama de la Compagnie générale Transatlantique peint par Théophile Poilpot à l'occasion de l'exposition universelle de Paris de 1889[38].
- Le panorama du pont d'Iéna (L'industrie du pétrole à l'Exposition de 1889) peint par Théophile Poilpot [39].
- Le Panorama des Alpes bernoises, peinture réalisée par Auguste Baud-Bovy, Eugène Burnand et Francis Furet en 1891-1892. Il est réalisé à Paris pour l'Exposition universelle de 1893 à Chicago. Il est ensuite présenté à l'Exposition universelle de 1894 à Anvers, à l'exposition nationale suisse de 1896 et à l'Exposition universelle de 1900 à Paris.
- Le Panorama de Madagascar, peint par Louis Tinayre pour le pavillon malgache de l'Exposition universelle de 1900[40],[41].
- Pierre Prévost (1764-1823) :
  - Vue de Paris depuis les Tuileries (1799), inaugurée en juillet 1799 dans la première rotonde construite à Paris au début de l'an VII (hiver 1798-1799) dans l'ancien enclos du couvent des Capucines, rue Neuve-des-Capucines, renommé « jardin d'Apollon »[42],
  - L'Évacuation de Toulon par les Anglais en 1793 (1800),
  - Lyon (1801),
  - Londres (1802[43]),
  - Boulogne,
  - Amsterdam (1807[44]),
  - Anvers,
  - Athènes,
  - Jérusalem,
  - Naples,
  - Rome,
  - Tilsit (1808)[45]
  - Wagram

## Panoramas contemporains
- 1962 : Panorama de la Crucifixion du Christ à Einsiedeln, Suisse, copie d'un panorama de 1893 détruit par un incendie en 1960.
- 1987 : Panorama de la Guerre des paysans, Bad Frankenhausen, Allemagne.
- 2002 : Staufer-Rundbild de Hans Kloss à Lorch (Bade-Wurtemberg), Allemagne.
- 2003 : Panomètre de Leipzig de Yadegar Asisi.
- 2006 : Panomètre de Dresde de Yadegar Asisi.
- 2009 : Panorama 1453 à Istanbul.
- 2012 : Panorama de Berlin de Yadegar Asisi.
- 2014 : Panorama XXL, à Rouen, ouvert en décembre 2014 et fermé en 2021.